# N 말단

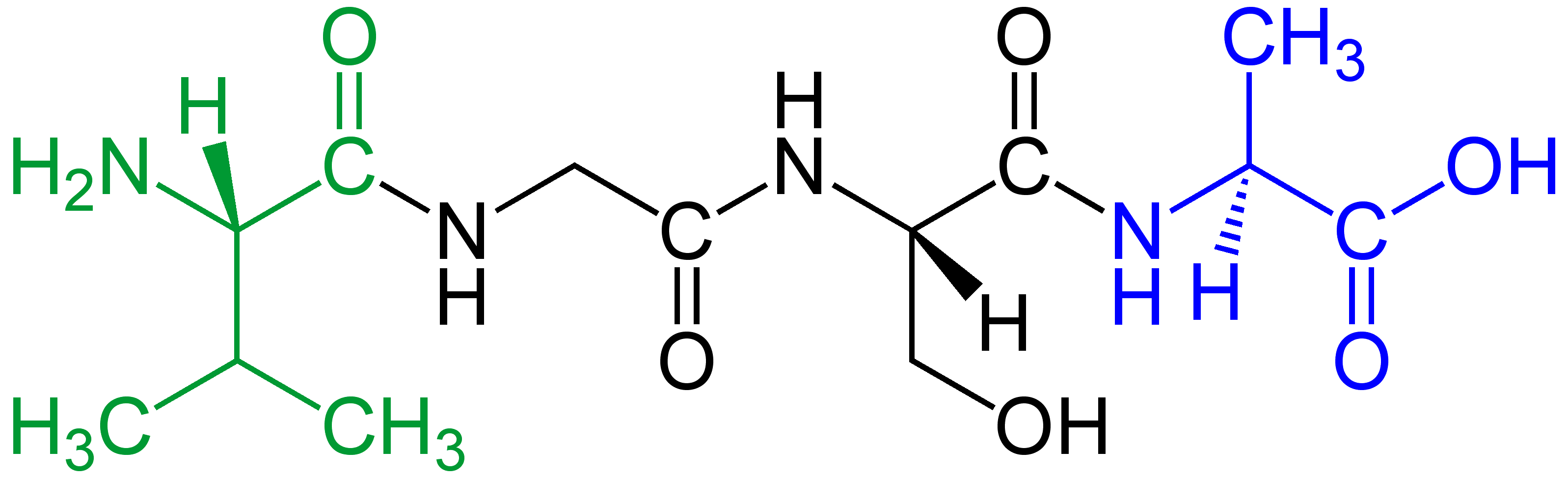
녹색으로 표시된 N 말단 α-아미노산(예 : L-발린)과 청색으로 표시된 C 말단 α-아미노산(예 : L-알라닌)을 갖는 테트라 펩타이드(예 : Val - Gly - Ser - Ala). 이 테트라 펩타이드는 mRNA 서열 5'- GUU GGU AGU GCU -3'에 의해 암호화된다.

N 말단(영어: N-terminus, N-terminal end)은 말단에 위치한 유리 아민기(NH2)를 나타내는 단백질 또는 폴리펩타이드의 시작 부분이다. 아미노 말단(영어: amino-terminus), NH2 말단(영어: NH2-terminus), 아민 말단(영어: amine-terminus)이라고도 한다. 일반적으로 아민기는 단백질에서 다른 카복시기에 결합하여 사슬로 만들어지지만, 단백질의 말단에는 사슬로 연결된 2개의 영역 중 1개만 있기 때문에 자유 아민 그룹은 N 말단이다. 통상적으로, 펩타이드 서열은 LTR 언어에서 왼쪽에서 오른쪽으로 N 말단에서 C 말단으로 기록된다. 이것은 번역 방향을 텍스트 방향과 연관시킨다(단백질이 전령 RNA로부터 번역 될 때, N 말단에서 C 말단으로 아미노산을 생성시킴).

## 화학
각각의 아미노산은 아민기 및 카복실기를 갖는다. 아미노산은 하나의 아미노산의 카복실 그룹을 다음의 아민기에 머리-꼬리(head-tail) 방식으로 결합시켜 폴리펩타이드 사슬을 형성하는 탈수 반응을 통해 형성되는 펩타이드 결합에 의해 서로 연결된다. 사슬에는 두 끝부분인 N 말단과 C 말단이 있다.
전령 RNA에서 단백질이 번역되면 N 말단에서 C 말단 방향으로 합성된다. 번역의 신장 단계동안 아미노산의 전하를 띤 운반 RNA상에서 N 말단은 성장 사슬의 C 말단에 부착된다. 유전 부호의 개시 코돈(AUG)이 아미노산인 메티오닌을 암호화하기 때문에, 대부분의 단백질 서열은 메티오닌(또는 세균, 미토콘드리아 및 엽록체에서는 메티오닌의 변형인 N-포르밀메티오닌(fMet))으로 시작한다. 그러나 일부 단백질은 번역 후, 절단에 의해 변형되므로, N 말단에 상이한 아미노산을 가질 수 있다.

## 기능

### N 말단 표적화 신호
N 말단은 단백질 생합성 동안 리보솜을 빠져 나가는 단백질의 첫 번째 부분이다. 그것은 단백질을 적절한 소기관으로 전달하는 시그널 펩타이드 서열을 가지고 있다. 신호 펩타이드는 전형적으로 신호 펩타이드 분해 효소에 의해 목적지에서 제거된다. 단백질의 N 말단 아미노산은 반감기의 중요한 결정 인자이다. 이것을 N 말단 규칙(N-end Rule)이라고 한다.

#### 신호 펩타이드
N 말단 신호 펩티드는 신호 인식 입자(SRP, Signal Receptor Protein)에 의해 인식되고 분비 경로에 대한 단백질의 표적화를 실시한다. 진핵세포에서, 이들 단백질은 거친면 소포체에서 합성된다. 원핵세포에서 단백질은 세포막을 통해 내보내진다. 엽록체에서 시그널 펩타이드는 단백질을 틸라코이드를 표적으로 삼는다.

#### 미토콘드리아 표적화 펩타이드
N 말단 미토콘드리아 표적화 펩티드(mtTP)는 단백질이 미토콘드리아 내로 들어갈 수 있게 한다.

#### 엽록체 표적화 펩타이드
N 말단 엽록체 표적화 펩타이드(cpTP)는 단백질이 엽록체 내로 들어갈 수 있게 한다.

## N 말단의 변형
단백질의 N 말단은 번역 후 변형될 수 있다. 변형은 아미노펩티데이스에 의한 개시자 메티오닌(iMet)의 제거, 아세틸, 프로피오닐기 및 메틸기와 같은 작은 화학 그룹의 부착, 팔미토일기 및 미리스토일기와 같은 막 앵커의 추가를 포함한다.

### N 말단 아세틸화
N 말단 아세틸화는 원핵생물 및 진핵생물 둘 다에서 발생할 수 있는 단백질 변형의 한 형태이다. N 말단 아세틸화는 단백질이 분비 경로를 따르는 것을 막을 수 있다고 제안되었다.

### N 말단 미리스토일화
N 말단은 미리스토릴 앵커의 첨가에 의해 변형 될 수 있다. 이러한 방식으로 변형된 단백질은 변형 신호로서 N 말단에 컨센서스 모티프를 함유한다.

### N 말단 아실화
N 말단화 된 단백질을 형성하기 위해 지방산을 앵커를 첨가함으로써 N 말단을 변형시킬 수 있다. 이러한 변형의 가장 일반적인 형태는 팔미토일기의 추가이다.

## 같이 보기
- C 말단